# Перський Сергій Маркович
Серж Перський (початково: Сергій Маркович Перський/Сергей Маркович Перский/Sergej Markowitsch Perskij; * 1870 у Чернігові; † 1938 у Ніцці) — французько-російський письменник, перекладач, журналіст і пропагандист. Також кажуть, що він отримав медичний ступінь і викладав російську літературу в Сорбонні.

## Життя
Після навчання в Західній Європі Перський не повернувся до Росії, а присвятив себе перекладацькій діяльності та журналістиці. Довгий час він провів, зокрема, у Швейцарії, де жив у Шерне біля Монтре.
Він був одним із провідних перекладачів російської літератури на французьку мову початку ХХ століття, зокрема твори Максима Горького та Дмитра Мережковського. Як журналіст він працював у кількох газетах, підконтрольних Жоржу Клемансо. Після Жовтневого перевороту Перський, занурений у теорії змови, опублікував понад 170 антибільшовицьких статей у кількох країнах цілеспрямовано, щоб настроїти міжнародну громадську думку проти та дискредитувати кривавий радянський режим.
До та після швейцарського національного страйку в листопаді 1918 року він публікував антирадянські статті, засновані на чистому винаході, у Gazette de Lausanne, в яких писав про заплановані анархістсько-більшовицькі терористичні атаки в усьому світі, зокрема в Швейцарії, та нібито передав йому вказівки від Леніна щодо революції в Швейцарії та встановлення більшовицької диктатури. У 1919 році Перський відкрив французькому військовому аташе в Берні, у якого він працював інформатором, що веде «невпинну боротьбу з більшовизмом». Свої статті він відверто назвав «боротьбою». Ці статті, названі Віллі Гаучі «псевдоперськими підробками», значно сприяли страху перед революцією серед швейцарської буржуазії і десятиліттями використовувалися в антисоціалістичній пропаганді (у тому числі в антисемітському фільмі «Червона чума»). (1938) Жана-Марі Мюзі та Франца Рідвега).

## Особисте
Перський був великим шанувальником каталоно-російської оперної співачки Ольги Кодіної, свекрухи Сергія Прокоф'єва. Він організував ряд концертів для Кодіної в 1910-1920-х роках, був знайомий як з її матір'ю, так і з дочкою Ліною, яка згодом стала дружиною Прокоф'єва; Перський навіть хотів видати Ліну заміж за одного зі своїх друзів-мільйонерів.
У статті 2001 року в газеті La Gruyère Перського некоректно і без будь-якої причини називали «міністром культури Росії при царях».

## Праці

### Праці французькою мовою
- Wania (1905)
- L’Enfant (1909)
- Le Pape noir (1909)
- Tolstoï intime : souvenirs, récits, propos familiers. Lausanne: Payot, 1909.
- Les Maîtres du roman russe contemporain. Lausanne: Payot, 1912.
- La Vie et l'œuvre de Dostoïevsky. Paris: Payot, 1918.
- De Nicolas II à Lénine. Paris/Lausanne: Payot, 1917–1918.
- Trois épouses: Nathalie Pouchkine, Anna Dostoïevsky, Sophie Tolstoï (1929)

### Переклади французькою мовою (вибір)
- Nicolas de Monkévitz: La décomposition de l'armée russe: Mémoires d'un général russe. Payot, Paris 1919.
- Leonid Andrejew: Judas Iscariote; Lazare; Le cadeau. Payot, Paris 1914.
- Maxim Gorki: Contes d'Italie. Payot, Lausanne 1914.
- Maxim Gorki: Ma vie d'enfant : mémoires autobiographiques. Calmann-Lévy, Paris 1921.